# Montserrat Pujol i Joval
Montserrat Pujol i Joval (Andorra la Vella, 27 d'abril de 1979) és una exatleta de pista andorrana, que va competir internacionalment per Andorra, entre d'altres competicions, als Jocs Olímpics d'Estiu de 2008 disputats a Pequín. En aquests, concretament, va competir als 100 metres llisos i es va classificar setena de la seva sèrie sense poder avançar a segona ronda, després que corregués la distància en un temps de 12.73 segons.

## Competicions internacionals
| Representant Andorra | Representant Andorra                | Representant Andorra      | Representant Andorra | Representant Andorra | Representant Andorra |
| Any                  | Competició                          | Lloc                      | Posició              | Prova                | Temps o distància    |
| -------------------- | ----------------------------------- | ------------------------- | -------------------- | -------------------- | -------------------- |
| 1997                 | Campionat d'Europa júnior           | Ljubljana, Eslovènia      | –                    | Triple salt          | NM                   |
| 1998                 | Campionat d'Europa en pista coberta | València, País Valencià   | 11a                  | Salt de llargada     | 5.44 m.              |
| 2001                 | Jocs dels Petits Estats d'Europa    | Serravalle, San Marino    | 2a                   | Salt de llargada     | 5.65 m. (w)          |
| 2001                 | Jocs dels Petits Estats d'Europa    | Serravalle, San Marino    | 1a                   | Triple salt          | 11.57 m.             |
| 2001                 | Campionat del Món                   | Edmonton, Canadà          | 47a (h)              | 100 m.               | 13.38 s.             |
| 2001                 | Jocs del Mediterrani                | Radès, Tunísia            | 11a                  | Salt de llargada     | 5.42 m.              |
| 2001                 | Jocs del Mediterrani                | Radès, Tunísia            | 10a                  | Triple salt          | 11.70 m.             |
| 2003                 | Jocs dels Petits Estats d'Europa    | Marsa, Malta              | 6a                   | Salt de llargada     | 5.48 m.              |
| 2003                 | Jocs dels Petits Estats d'Europa    | Marsa, Malta              | 5a                   | Triple salt          | 11.72 m.             |
| 2005                 | Jocs dels Petits Estats d'Europa    | Andorra la Vella, Andorra | 6a                   | Relleus 4 × 100 m.   | 51.17 s.             |
| 2005                 | Jocs dels Petits Estats d'Europa    | Andorra la Vella, Andorra | 3a                   | Salt de llargada     | 5.75 m.              |
| 2005                 | Jocs dels Petits Estats d'Europa    | Andorra la Vella, Andorra | 2a                   | Triple salt          | 12.20 m.             |
| 2005                 | Campionat del Món                   | Hèlsinki, Finlàndia       | 45a (h)              | 100 m.               | 13.01 s.             |
| 2006                 | Campionat del Món en pista coberta  | Moscou, Rússia            | 32a (h)              | 60 m.                | 8.30 s.              |
| 2007                 | Jocs dels Petits Estats d'Europa    | Fontvieille, Mònaco       | 3a                   | Salt de llargada     | 5.58 m.              |
| 2007                 | Jocs dels Petits Estats d'Europa    | Fontvieille, Mònaco       | 4a                   | Triple salt          | 11.91 m.             |
| 2008                 | Jocs Olímpics                       | Beijing, RP de la Xina    | 67a (h)              | 100 m.               | 12.73 s.             |
| 2009                 | Jocs dels Petits Estats d'Europa    | Nicòsia, Xipre            | 8a                   | Salt de llargada     | 5.40 m.              |
| 2009                 | Jocs dels Petits Estats d'Europa    | Nicòsia, Xipre            | 6a                   | Triple salt          | 11.89 m.             |

## Millors marques personals

### Exterior
- 100 metres - 12.72 s. (Banská Bystrica, 2008)
- 200 metres - 26.11 s. (Banská Bystrica, 2008)
- Salt de llargada - 5.75 m. (Andorra la Vella, 2005) NR
- Triple salt - 12.20 m. (Andorra la Vella, 2005)

### Interior
- 60 metres - 8.30 s. (Moscou, 2006)
- Salt de llargada - 5.44 m. (València, 1998)
- Triple salt - 12.02 m. (Vilafranca del Penedès, 2009)
- Pentatló - 3101 pts. (Sevilla, 1999)